# NGC 419
NGC 419 (другое обозначение — ESO 29-SC33) — рассеянное скопление в созвездии Тукан, открытое астрономом Джеймсом Данлопом 1 августа 1826 года.
Несмотря на то, что астрономы Гершель и Джон Дрейер считали Данлопа первоначальным наблюдателем этого объекта, но в настоящее время существует расхождение во мнениях относительно того, какие из его наблюдений соответствуют NGC 419. Сейчас считается, что его 38-й и 44-й объекты являются вероятными наблюдениями NGC 419, а 36-й — это совершенно другой объект.
Этот объект входит в число перечисленных в оригинальной редакции «Нового общего каталога».
Объект NGC 419 является предметом пристального изучения, так как представляет интерес в природе и классификации спектральных классов и шаровых скоплений. Так, в 1929 году наблюдения астроном Энни Кэннон показали, что кажущихся шаровыми скопления не являются ранними, и это изменило отношение к определению спектрального класса таких объектов. В 2009 году в скоплении были обнаружены и изучены два красных сгущения. В 2017 году было сообщение о безуспешном поиске множественных звёздных популяций.